# Taylan Öney

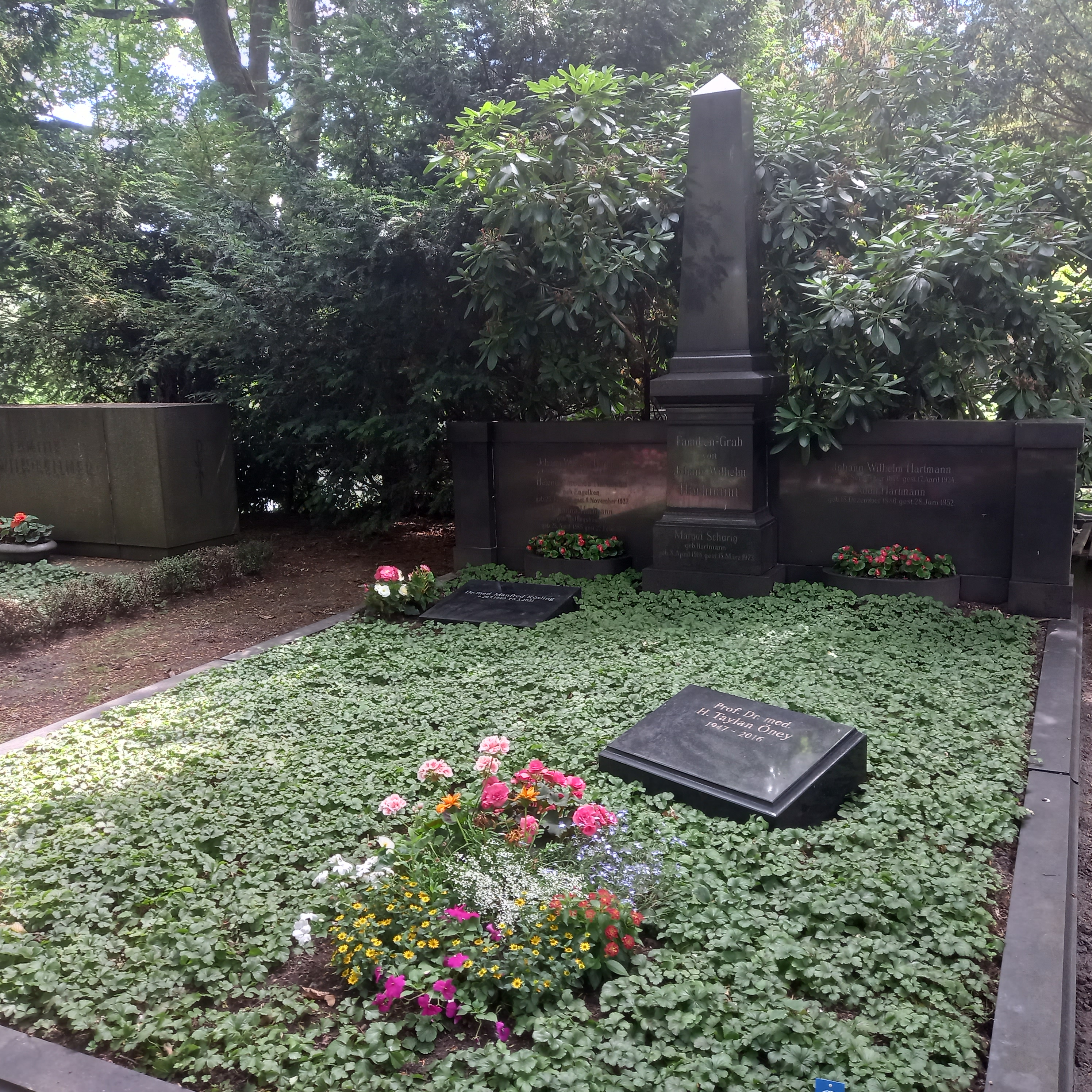
Das Grab von Taylan Öney auf dem Riensberger Friedhof in Bremen

Hüseyin Taylan Öney (* 5. August 1947 in Istanbul; † 30. Oktober 2016 in Bremen) war ein deutscher Mediziner.

## Leben
Nach dem Ablegen der Reifeprüfung an der Deutschen Schule Istanbul begann er 1966 sein Medizinstudium an der Medizinischen Fakultät der Universität Istanbul, das er 1972 abschloss. 1974 kam Öney für die Weiterbildung zum Arzt für Geburtshilfe und Gynäkologie nach Deutschland. Erste Stationen hier waren Duisburg, Essen und schließlich die Bonner Universitäts-Frauenklinik.
Wissenschaftlichen Untersuchungen Öneys zum Einfluss von Östradiol auf die Reninaktivität sowie die Konzentrationen von Aldosteron und Cortisol im Plasma der ovariektomierten Frau sowie zur Früherkennung und Prävention von hypertensiven Komplikationen in der Schwangerschaft (1983 Buchpublikation bei Springer) folgte 1983 seine Promotion. Im selben Jahr erfolgte auch seine Habilitation mit der Verleihung der Venia legendi.
Hiernach war er bis 1993 zunächst als Oberarzt, später als leitender Oberarzt an der Frauenklinik im Klinikum Benjamin Franklin der Freien Universität Berlin beschäftigt. 1988 erfolgte die Ernennung zum außerplanmäßigen Professor.
Seit Februar 1993 bis zu seinem Ruhestand Ende September 2011 war Öney leitender Arzt der Klinik für Frauenheilkunde und Geburtshilfe am Bremer Klinikum Links der Weser. Schwerpunkte seiner klinischen Tätigkeit sind gynäkologisch-onkologische Operationen, Harninkontinenz- und Senkungsoperationen sowie die Betreuung von Risikoschwangerschaften. Zurzeit arbeitet er im Gynaekologicum Bremen, einer auf gynäkologisch-onkologische Erkrankungen spezialisierte Praxisklinik mit operativem Schwerpunkt.
Taylan Öney war Mitglied der Deutsch-Türkischen Medizinergesellschaft und Gründungsmitglied sowie Vizepräsident der Deutsch-Türkischen Gynäkologengesellschaft. Ferner war Öney Associate Editor der wissenschaftlichen Zeitschrift Journal of the Turkish-German Gynacological Association.
Er war ab 1972 verheiratet. Das Paar hat eine gemeinsame Tochter.
Taylan Öney ist am 30. Oktober 2016 nach mehrjähriger Krankheit gestorben. Er ist am Riensberger Friedhof in Bremen beerdigt.